# 不要走 (1989年单曲)
《不要走》（日语： Ikanaide）是日本歌手玉置浩二推出的第五張單曲，於1989年11月20日發行。該首歌曲調性為b小調，並主要使用假音演唱。該首歌曲並非玉置浩二的最熱門歌曲，但由於其常在歷年演唱會中多次演唱該首歌曲，故也被視為其代表作品之一。而在單曲推出後，常在華語音樂界被多位歌手翻唱。

## 收录曲目
- 全作詞：松井五郎（日语：松井五郎） 作曲：玉置浩二 編曲：星勝（日语：星勝）

1. 《不要走》（行かないで）
  - 富士电视台播出30年纪念电视剧《再见李香兰（日语：さよなら李香蘭）》主題歌
2. 《Schedule》（スケジュール）

## 翻唱

### 李香蘭
《李香蘭》是改編自《不要走》的翻唱歌曲之一，得名自日本已故藝人大鷹淑子（原名「山口淑子」，「李香蘭」為其漢名）。該首歌曲由香港歌手張學友演唱，收錄於1990年粵語專輯《夢中的你》中，粵語歌詞由香港填詞人周禮茂填詞，並由杜自持編曲。
張學友在翻唱該曲時用A小調，比原曲低兩個調，他融入自己的演唱風格，用大部份真音和高潮部份的假音取得成功。而周禮茂的填詞亦充滿感傷，完全融入到音樂當中。
雖然專輯上市後在唱片市場反應不俗，但《李香蘭》在當年推出後並未獲得任何獎項，亦未能進入勁歌金曲的季選歌曲，然而随后由于电影国产凌凌漆引用而且重播率高，在香港、台灣、新加坡、中國大陸以及馬來西亞等地受到熱捧，經久不衰。關淑怡、罗文、齐豫、梅艳芳、李克勤、張杰 (歌手)等歌手皆有翻唱該首歌曲，成為粵語流行音樂中大眾公認的經典歌曲之一。
1993年，該首歌曲經由臺灣填詞人姚若龍以國語重新填詞後，以《秋意濃》為歌名發行，亦由張學友演唱，並收錄於其在該年發行的國語專輯《吻別》中。

### 其他版本
粵語
- 《夢在從前》，主唱何超儀，作詞唐書琛，收錄于1992年專輯《妖獸都市原聲大碟》
- 周星馳在其主演電影國產凌凌漆中用鋼琴伴唱本曲（由吳國敬幕後代唱），成爲經典情節。

國語
- 《夢，守不住心事》，主唱趙詠華，作詞姚若龍，收錄于1992年專輯《我想我已經愛上你》
- 《一生夢已遠》，主唱張立基，作詞謝明訓，收錄于1992年專輯《Touch Me》
- 《愛一個人不算錯》，主唱何超儀，作詞姚若龍，收錄于1992年專輯《妖獸都市原聲大碟》

英語
- 2010《Yesterday's News》MAMAS GUN

器乐
- 《再見李香蘭》, 收錄于1994年張立中排笛專輯 《再見李香蘭》